# Ким Хёнджун
Ким Хёнджун (кор. 김현중?, 金賢重?; род. 6 июня 1986, Сеул) — южнокорейский певец, актёр и модель. Являлся лидером и вокалистом бой-бэнда SS501. С 2011 года начал сольную карьеру. Сыграл главные роли в телесериалах «Мальчики краше цветов» и «Озорной поцелуй».
После дебюта с SS501 в 2005 году, он выпустил свой первый корейский сольный альбом «Break Down» в 2011 году и свой первый японский сольный альбом «Unlimited» в 2012 году. Благодаря коммерческому успеху Хёнджун считается одной из крупнейших южнокорейских звезд Халлю в начале 2010-х годов.

## Карьера

### Сольная деятельность и развитие карьеры (2011 — наст. время)
В мае 2011 года Kim Hyun Joong открыл свой официальный Henecia фан-клуб, который представляет собой сочетание 'H' как латинский термин «benecia», что означает «благословенный». 8 июня 2011 года, Kim Hyun Joong выпускает свой первый сольный дебютный мини-альбом , Break Down. Он был подготовлен Steven Lee, который написал для SS501 хиты «Love Like This» и «Love Ya».
Заглавный трек «Break Down», выпущенный в альбоме, был танцевальным. Альбом превысил 70 000 предварительно заказываемых экземпляров всего за 10 дней. Он достиг первой позиции рейтинга Gaon Weekly Album Chart за неделю, начиная с 5 июня 2011, и был самым продаваемым альбомом в июне на Gaon Monthly Album Chart с 100 433 проданных копий. Он также попал в японский чарт Oricon в категории Иностранных альбомов в течение первой недели июля. Трек «Break Down» занимал первое место две недели подряд на Mnet 's M! Countdown music show на 16 и 23 июня 2011 года, а также две недели подряд на канале KBS в программе Music Bank Break. Down стал платиновым альбомом в Тайване.
Ким Хёнджун стал первым корейским исполнителем, появившимся на тайваньском телевизионном шоу The Person. В июле 2011 года он выступил впервые в Японии, проведя концерты в семи городах: Саппоро, Сендай, Хиросима, Йокогама, Нагоя, Токио и Фукуоке. 11 октября 2011 года Ким выпускает свой второй мини-альбом «Lucky». Он дебютировал под номером 5 в Billboard 's World Chart и возглавил Gaon Chart на третью неделю октября 2011 года.
25 октября 2011 года Ким Хёнджун выпустил сингл вместе с Seohyun под названием «The Magic of Yellow Ribbon», которая послужила заглавной темой для «The Face Shop». 28 октября он вместе с Ха Чжи Вон выступал в качестве MC на 2011 K-Pop Super Concert, который состоялся на пляже Кваналли в Пусане. Концерт транслировался на канале SBS 6 ноября.
В ноябре 2011 года Ким Хёнджун третий год подряд по мнению людей получил «Style Icon Award». 9 ноября, Ким Хёнджун заявил на пресс-конференции, что он подписал контракт с Universal Music для работы в Японии.
Ким Хёнджун успешно завершил свой тур по Японии, который начался 9 ноября, и привлёк более 30 000 фанатов. Ким Хёнджун получил звание «Лучшего сольного исполнителя среди мужчин» в 2011 году от Mnet Asian Music Awards, прошедшего в Сингапуре. 15 декабря 2011 года Ким Хёнджун выпустил свой цифровой альбом «Marry You/Marry Me», включавший 4 песни, и видеоклип на официальном канале Youtube.
В 2013 году Ким Хёнджун в Японии выпустил новый альбом и три клипа на треки «Tonight», «I Can’t Erase You From My Mind» и «Cappuccino».
После релиза японского альбома Ким Хёнджун вернулся на корейскую музыкальную сцену с третьим мини-альбомом «Round 3». В качестве пред-релиза исполнитель представил совместный сингл с Jay Park под названием «Unbreakable», а также клип на одноимённый трек сингла. Заглавный трек альбом «Your Story» в стиле R&B записывался при участии известного рэпера Dok2. Клип на заглавный трек вышел после релиза альбома.
18 июня 2014 Ким Хёнджун представил четвёртый японский мини-альбом «Hot Sun» с одноимённым заглавным треком. А ровно через месяц артист представил четвёртый корейский мини-альбом под названием «Timing». В общей сложности в альбоме четыре трека, включая заглавный «Beauty Beauty», на который был представлен клип. Все песни с альбома записаны в разных жанрах, начиная от хип-хопа и заканчивая акустической балладой. В преддверии релиза вышел сингл «HIS HABIT», который также вошёл в альбом. Песня записывалась при участии вокалистки Lim Kim  и рэпера Kanto. 11 февраля 2015 в Японии вышел полноформатный студийный альбом Imademo. 6 июня 2017 — японский альбом Re: wind, включающий 3 песни, сингл Re: wind, Stay here, Wake me up.
29 ноября 2017 выпускается корейский альбом «HAZE» с тремя треками: Haze, It’s over, Moonlight.

6 июня 2018 вышел японский альбом, сингл «Take my hand», включающий 4 песни, которые были полностью написаны самим Ким Хён Джуном: «Take my hand», Misery, Astraea, Haze (jp ver.). 

## Дискография
| Корейские - 2011: Break Down - 2011: Lucky - 2013: Round 3 - 2014: Timing - 2017: Haze - 2019: New Way - 2019: SALT - 2020: A Bell of Blessing - 2023: My sun | Японские - 2012: Unlimited - 2015: Imademo - 2017: Re:wind - 2018: Take My Hand - 2018: Wait for Me - 2019: THIS IS LOVE - 2020: Moon, Sun and Your Song |

## Фильмография

### Фильмы
| Год  | Название          | Хангыль     | Роль                    |
| ---- | ----------------- | ----------- | ----------------------- |
| 2006 | Наживка для акулы | 파이 스토리 | Бап; Максимум (озвучка) |
| 2021 | Indian Pink       |             |                         |

### Телесериалы / Драмы
| Год  | Название                 | Роль                 | Канал     |
| ---- | ------------------------ | -------------------- | --------- |
| 2005 | Nonstop 5                | Ким Хён Чжун (камео) | MBC       |
| 2005 | Можно ли оживить любовь? | Уильям               | KBS2      |
| 2009 | Мальчики краше цветов    | Юн Чжи Ху            | KBS2      |
| 2010 | Озорной поцелуй          | Бэк Сын Чжо          | MBC       |
| 2011 | Одержимые мечтой         | Ким Хён Чжун (камео) | KBS2      |
| 2014 | Эпоха чувств             | Шин Чжон Тэ          | KBS2      |
| 2018 | Когда время остановилось | Джун У               | KBS World |

### Развлекательные шоу
| Год  | Название                         | Примечание                     |
| ---- | -------------------------------- | ------------------------------ |
| 2008 | Мы поженились                    | Эпизоды 9–38 (вместе с Хванбо) |
| 2012 | K-Pop Star Captivating the World | Документальный                 |
| 2013 | Босоногие друзья                 | Эпизоды 1–29                   |

## Концертные туры
- First Japan tour (2011)
- Asia Fan Meeting Tour (2012)
- Unlimited Japan tour (2013)
- Fantasy World tour (2014)
- Gemini Japan tour (2015)
- Inner Core Japan tour (2017)
- Haze World tour (2018)
- Japan Take My Hand Tour (2018)
- "New Way" concert Tour (2019)
- "Bio-Rhythm" World tour (2019)
- Moon, Sun and Your Song Japan Tour (2020)

## Награды и номинации
Фильм: Indian Pink - Jangnong - Комо́д - Розовый индийский. Съемки - февраль 2020 года. Продюсерская компания: Nine Tales Korea (генеральный директор Пак Ён Мин). Фильм был представлен на международном кинофестивале, получив премию Diamond Award - Spring 2020, а Kim Hyun Joong - награду за лучшую мужскую роль на Международном кинофестивале IIFA (International Independent Film Awards) в Калифорнии, США.